# Вища нормальна школа (Піза)
Вища нормальна школа в Пізі (італ. Scuola Normale Superiore) — державний центр вищої освіти й наукових досліджень, італійський аналог Вищої нормальної школи в Парижі.

## Історія
Школу було створено 18 жовтня 1810 року відповідно до декрету Наполеона Бонапарта як філію паризької Вищої нормальної школи.

## Відомі випускники
- Віто Вольтерра — видатний італійський математик і фізик;
- Енріко Фермі — лауреат Нобелівської премії з фізики 1938 року
- Карло Руббіа — лауреат Нобелівської премії з фізики 1984 року
- Джозуе Кардуччі — лауреат Нобелівської премії з літератури 1906 року
- Алессіо Фігаллі — математик, лауреат Філдсовської премії 2018 року
- Джованні Гронкі — президент Італії у 1955-1962 роках
- Карло Адзеліо Чампі — президент Італії у 1999-2006 роках
- Массімо Д'Алема — прем'єр-міністр Італії у 1998-2000 роках
- Антоніо Табуккі — відомий італійський журналіст, письменник і перекладач
- Алессандро Барберо — відомий італійський історик, письменник, есеїст, педагог, професор